# Duck Game
Duck Game è un videogioco del 2014 sviluppato da Landon Podbielski e pubblicato da Adult Swim. Originariamente distribuito per Ouya, il gioco ha ricevuto conversioni per Microsoft Windows, PlayStation 4 e Nintendo Switch.

## Modalità di gioco
Duck Game è un videogioco d'azione multiplayer in 2D in cui alcuni paperi dotati di cappelli si sfidano in arene piene di armi, piattaforme e ostacoli. Il titolo presenta anche una modalità in giocatore singolo.